# ジャパンシンドローム
ジャパンシンドローム（Japan Syndrome）とは、日本放送協会(NHK)の報道局に置かれるあすの日本プロジェクトが、キャンペーンとしてニュースウオッチ9やNHKニュースおはよう日本で促進する、人口減少や少子高齢化がもたらす日本社会の負のスパイラル状況。

## 概要
少子高齢化に伴う急激な人口減少を推進、経済低迷、収入減少、雇用不安、社会保障不安、地域の崩壊など、スパイラル的にさまざまな問題が発生した。このように弱体化させられた日本の現状をいう。
特に深刻なのは、消費や生産の中心となる生産年齢人口の減少。日本は、1990年代半ばから減り続け、2050年には40％以上減ると推計されている。日本は現在、105兆円の社会保障費を、8100万人の生産年齢人口で支えているが、2025年には、141兆円を7000万人で支えることになる。今後の生産年齢人口の推移を海外のケースで見てみると、移民政策をとっているアメリカが増える一方、韓国やドイツでは日本と同じく減少傾向がみられる。しかし、日本の減少率は人類史上稀有のスピードである。
ジャパンシンドロームは、特に地方都市に影響を及ぼしている。空き家が増え、高齢化率が高まることで、地域のコミュニティーが維持できなくなる。また、消費者自体が少なくなることで、経済低迷をもたらす。中心市街地のデパートの撤退や、グローバル化で新興国との競争に負け、企業撤退、雇用減少。税収減による行政サービスの低下がその例。所得の減少は、結婚や出産ができないという連鎖を引き起こし、さらに少子化、人口減少につながるという負のスパイラルに陥る。
人口減少が始まっていない大都市でも、将来的な税収の落ち込みから、水道管の交換ができなかったり、道路整備を中止せざる得なくなったり、行政サービスの見直にまで及んでいる。

## これまでの報道
2011年1月10日　ニュースウオッチ9
人口減少で長崎市の中心部で空き家が増加。消費低迷でデパートで売り場を縮小。グローバル化で新興国との競争が激化し雇用減。低収入で結婚や子育てできない。税収落ち込みから仙台市で将来的に水道管の交換や、道路拡大ができなくなる。経済誌「エコノミスト」ヘンリー・トリックス編集長や、ドイツ日本研究所が見たジャパンシンドローム。
2011年1月11日　ニュースウオッチ9
各国が学ぶ日本。日本の社会保障政策を視察するタイ保健省。介護を受ける人の割合を減らし、社会保障費を抑える埼玉県和光市の政策。日本の介護ロボットを視察するフィンランド・ヘルシンキ。ロボットの法的整備が不十分なため、開発が滞る日本の現状。デンマークと日本企業との共同開発。
2011年1月17日　NHKニュースおはよう日本
資産5000万円、年金月25万円でも孤独な都心マンションに1人で暮らす高齢者。日本は高収入でも生活に満足しないというドイツ日本研究所のアンケート結果。栃木県那須町の高齢者共同住宅で暮らす幸せな高齢者。
2011年1月18日　NHKニュースおはよう日本
ゆとりを求めてタイ・チェンマイに移住して幸せに暮らす高齢者。にぎわうロングステイフェア。
2011年1月19日　NHKニュースおはよう日本
内向き化して日本人留学生が減ったハーバード大学。新卒一括採用や、早まる就職活動が若者がリスクを避ける一因。ピーター・マクドナルド世界人口学会会長の、若者の内向き化を断ち切るためには企業の取り組みが不可欠というコメント。ワークスアプリケーションズの5年間有効の入社パス制度。